# أزمة حكومة الحرب البريطانية عام 1940
في مايو 1940، خلال الحرب العالمية الثانية، انقسمت حكومة الحرب البريطانية حول مسألة التفاوض مع ألمانيا النازية أو مواصلة العمليات الحربية. كان أطراف الخلاف الأبرز هم رئيس الوزراء، ونستون تشرشل ووزير الخارجية فيكونت هاليفاكس، إدوارد وود. تفاقم الخلاف ووصل مرحلة حرجة وهدد استمرارية حكومة تشرشل.
انسحبت قوة الاستطلاع البريطانية إلى دونكيرك وأصبح سقوط فرنسا وشيكًا، فرأى هاليفاكس أنه يتعين على الحكومة البحث في إمكانية التوصل إلى تسوية سلمية تفاوضية. كان أمله أن يتوسط حليف هتلر، الديكتاتور الإيطالي موسوليني الذي ما يزال محايدًا، للتوصل إلى اتفاق. في 27 مايو، نوقشت مذكرة تقترح هذا الأمر في مجلس الوزراء الحربي، إلا أن تشرشل عارضها وحث زملائه على مواصلة القتال دون إقامة مفاوضات. حظي هاليفاكس في مجلس الوزراء الحربي على تأييد عضوين من حزب العمال، كليمنت أتلي وآرثر غرينوود، بالإضافة إلى وزير خارجية الطيران، السير أرشيبالد سنكلير، الذي وقع الاختيار عليه زعيمًا للحزب الليبرالي في مجلس الوزراء الحربي خلال اجتماعاته حول المفاوضات المقترحة. تمثلت أبرز مشاكل تشرشل بأنه لم يكن زعيم حزب المحافظين وكان بحاجة إلى كسب دعم رئيس الوزراء السابق نيفيل تشامبرلين، فلولاه، كان من الممكن أن ترغمه الأغلبية المحافظة الكبيرة في مجلس العموم على الاستقالة.
في 28 مايو، تمكن تشرشل من التفوق على هاليفاكس عندما دعا حكومة خارجيته المكونة من 25 عضوًا إلى الاجتماع، حيث حصل على تأييد قراره بمواصلة القتال بالإجماع. على الرغم من تأثر هاليفاكس بعدم حصوله على دعم تشامبرلين، تقبل رفض اقتراحه. أجمع المؤرخون على أن تأييد تشامبرلين النهائي لتشرشل كان نقطة تحول حاسمة في الحرب.

## خلفية

### تعيين تشرشل رئيسًا للوزراء
انتهت الانتخابات العامة لعام 1935 بفوز الحكومة الوطنية (التي تتألف من حزب المحافظين، إلى جانب الحزب الوطني الليبرالي ومنظمة العمل الوطنية) بأغلبية كبيرة. أصبح ستانلي بالدوين رئيس الوزراء. في مايو 1937، تقاعد بالدوين وخلفه نيفيل تشامبرلين الذي واصل سياسة بالدوين الخارجية المتمثلة في تهدئة مواجهة العدوان الألماني والإيطالي والياباني. بعد توقيع اتفاقية ميونيخ مع هتلر في عام 1938، تخوف تشامبرلين من عدوان الديكتاتور المستمر، وفي أغسطس 1939، وقع التحالف العسكري الأنجلو بولندي الذي يضمن الدعم البريطاني لبولندا في حال تعرضها لهجوم ألماني. أصدر تشامبرلين إعلان حرب في 3 سبتمبر 1939، عندما اجتاحت ألمانيا بولندا، وشكل حكومة حرب ضمت ونستون تشرشل (الذي كان خارج منصبه منذ يونيو 1929) بصفته اللورد الأول للأميرالية والفيكونت هاليفاكس وزيرًا للخارجية.

في ربيع عام 1940، ساد شعور بعدم الرضا عن قيادة تشامبرلين بعد أن غزت ألمانيا النرويج. في 7-8 مايو، ناقش مجلس العموم الحملة النرويجية، التي لم يتوفق الحلفاء بها. سرعان ما تفاقم النقاش النرويجي ليتحول إلى انتقادات شديدة لسلوك الحكومة التي يقودها المحافظون للحرب بأكملها. في نهاية اليوم الثاني، انقسم حزب العمل المعارض عن بقية المجلس، ما أدى إلى اقتراح حجب الثقة عن قيادة تشامبرلين. تعرض تشامبرلين لانتقادات شديدة من جانبي مجلس النواب وأعرب الأعضاء عن رغبتهم القوية في الوحدة الوطنية. أراد المنفصلون المحافظون في الغالب تشكيل حكومة وطنية حقيقية تضم الجماعات العمالية والليبرالية المعارضة، إذ أصبح المواطنون الليبراليون جزءًا أساسيًا من حزب المحافظين في هذه المرحلة، وهو ما أُضفي الطابع الرسمي عليه بعد انتهاء الحرب، وكان لمجموعة العمل الوطنية تأثير ضئيل في الحكومة منذ وفاة رئيس الوزراء السابق رامزي ماكدونالد. ألقى تشرشل الخطاب الختامي في مناقشة النرويج وشكل دفاعًا قويًا عن تشامبرلين، منهيًا خطابه بقوله:
«خلال الحرب الأخيرة، لم نكن في أي وقت من الأوقات تحت تهديد خطر أكبر مما نحن عليه الآن، وإنني أحث مجلس النواب على التعامل مع هذه الأمور بحزم، لا بتصويت متسرع ومناقشات ضعيفة وخطابات متواصلة، ولكن في وقت بالغ الأهمية بما يتناسب مع كرامة البرلمان.»
كانت الأغلبية الافتراضية للحكومة 213، إلا أن عدد الأعضاء الذين صوتوا مع المعارضة بلغ 41 عضوًا ممن اعتادوا تأييد الحكومة، بينما امتنع ما يقدر بنحو 60 من المحافظين الآخرين عن التصويت عمدًا. كان بإمكان الحكومة الإبقاء على فوزها بالتصويت بأغلبية 281 مقابل 200، ولكن أغلبيتها انخفضت إلى 81. عادة ما يكون هذا محتملًا، ولكن تزامنًا مع الأزمة الوطنية وخسارة بريطانيا للحرب، كان ذلك ضربة قاسية لتشامبرلين.
في يوم الخميس التالي، الموافق 9 مايو، حاول تشامبرلين تشكيل حكومة ائتلافية وطنية. أجرى محادثات في مكتبه الواقع في شارع 10 داونينع مع تشرشل وهاليفاكس، أشار تشامبرلين إلى استعداده للاستقالة إذا كان ذلك ضروريًا لحزب العمال لدخول مثل هذه الحكومة. انضم بعدها زعيم حزب العمال كليمنت أتلي ونائبه آرثر غرينوود إلى الاجتماع، وعند سؤالهما حول انضمامهم إلى الائتلاف، أجابا أنه يتعين عليهما استشارة اللجنة التنفيذية الوطنية لحزبهما، التي كانت آنذاك في بورنماوث للتحضير لمؤتمر الحزب السنوي الذي كان من المقرر أن يبدأ يوم الاثنين التالي. مع ذلك، أشارا إلى أنه من غير المحتمل أن يخدما في حكومة بقيادة تشامبرلين، وأنهم قد يتمكنا من الخدمة تحت قيادة محافظ آخر. اتفق الأطراف على الإفصاح عن نتيجة المشاورات هاتفيًا بعد ظهر يوم الجمعة.
في وقت سابق من صباح يوم الخميس، التقى تشامبرلين بهاليفاكس وحده وحاول إقناعه بأن يكون خليفته. كان من المحتمل أن يكون هاليفاكس المرشح المفضل لحزب المحافظين. رد هاليفاكس بأنه قد لا يكون مؤهلًا لمنصب رئيس الوزراء بسبب كونه زميلًا في مجلس العموم وليس عضوًا فيه، وأنه سيتعين عليه تفويض توجيه المجهود الحربي لتشرشل في مجلس العموم. لم يتغير موقف هاليفاكس عندما طُرح عليه السؤال ذاته خلال الاجتماع المسائي الذي انضم فيه تشامبرلين وهاليفاكس إلى تشرشل ورئيس الحزب، ديفيد مارغيسون. لم تكُن رواية تشرشل الخاصة التي كتبها بعد ست سنوات حول هذه الأحداث دقيقة. وصف أحداث 9 مايو بأنها وقعت في اليوم التالي، ووصف محاولة تشامبرلين إقناعه بالموافقة ضمنيًا على تعيين هاليفاكس رئيسًا للوزراء لا يتفق مع إعراب هاليفاكس عن تردده في القيام بذلك خلال اجتماعه الصباحي مع تشامبرلين.
صباح يوم الجمعة 10 مايو، شن الفيرماخت الألماني حربه الخاطفة ضد أوروبا الغربية بغزو بلجيكا ولوكسمبورغ وهولندا. في خضم هذه الأزمة الجديدة، أعلن تشامبرلين في البداية أنه لن يستقيل، ولكنه قرر انتظار قرار حزب العمال، الذي لم يتلقه حتى وقت متأخر من بعد الظهر. اتصل أتلي هاتفيا بداونينغ ستريت نحو الساعة 4:45 مساءً لتأكيد انضمام حزب العمال إلى حكومة ائتلافية، ولكن ليس تحت قيادة تشامبرلين. وفقًا لذلك، توجه تشامبرلين إلى قصر باكنغهام، حيث التقى بالملك جورج السادس في الساعة السادسة مساءً. قدم تشامبرلين استقالته، وبعد أن سأله الملك من يجب أن يكون خليفته، أوصى بتشرشل. أرسل الملك لتشرشل، الذي وافق على تشكيل حكومة ائتلافية، وأعلن تشامبرلين الخبر على إذاعة بي بي سي في الساعة التاسعة مساءً.
في يوم السبت الموافق 11 مايو، وافق حزب العمل على الانضمام إلى الحكومة الوطنية التي يترأسها تشرشل، الذي تمكن من تشكيل حكومته الحربية التي اقتصرت في البداية على خمسة أعضاء، وتولى منصب رئيس الوزراء ووزير الدفاع. تخلى أتلي عن دوره الرسمي بصفته زعيمًا للمعارضة ليصبح اللورد بريفي سيل (حتى 19 فبراير 1942 عندما عُيّن نائبًا لرئيس الوزراء) وعُيّن غرينوود وزيرًا بلا حقيبة. واجه تشرشل عقبة رئيسية عندما أصبح رئيسًا للوزراء وهي أنه لم يكن زعيمًا لحزب المحافظين، ولذلك توجب عليه ضم تشامبرلين إلى حكومة الحرب، بصفته لورد المجلس، والإبقاء على هاليفاكس وزيرًا للخارجية. أيد الوزراء الثلاثة حكومة الحرب التي حضروا معظم اجتماعاتها، وهم من عينهم تشرشل ليتمكن من الاعتماد على دعمهم بشكل عام. أصبح أنتوني إيدن وزير الدولة للحرب، وخلف ألكسندر من حزب العمال تشرشل في منصب اللورد الأول للأميرالية، وأصبح زعيم الحزب الليبرالي، وأصبح السير أرشيبالد سنكلير وزير الخارجية للطيران.